# Alessandra Buonanno
Alessandra Buonanno est une physicienne théorique italienne naturalisée américaine, directrice de l'Institut Max-Planck de physique gravitationnelle (Institut Albert Einstein) à Potsdam. Elle dirige le département « Astrophysique et relativité cosmologique ».
Elle est professeure de recherche à l'université du Maryland, College Park, et professeure honoraire à l'université Humboldt de Berlin et à l'université de Potsdam. Elle est l'un des principaux membres de la collaboration scientifique LIGO, qui a observé les ondes gravitationnelles d'une fusion binaire de trous noirs en 2015.

## Enfance et éducation
Alessandra Buonanno obtient sa maîtrise en 1993, et elle termine son doctorat en physique théorique à l'université de Pise en 1996. Après une brève période passée à la division théorique du CERN, elle a occupé un poste postdoctoral à l'Institut des hautes études scientifiques (IHES) en France et la bourse du prix R.C. Tolman au California Institute of Technology.

## Carrière et recherche
Alessandra Buonanno devient chercheuse permanente (Chargée de 1re classe, CR1) en 2001 à l'Institut d'Astrophysique de Paris (IAP) puis au Laboratoire d'Astroparticules et de Cosmologie (APC) à Paris avec le Centre National de la Recherche Scientifique (CNRS) avant de rejoindre l'université du Maryland en tant que professeure de physique en 2005. Elle rejoint l'Institut Max Planck de Physique Gravitationnelle en 2014.
Alessandra Buonanno est boursière Kavli au symposium nippo-américain sur les frontières de la science de l'Académie nationale des sciences en 2007. Elle est boursière William et Flora Hewlett au Radcliffe Institute for Advanced Study de l'université Harvard, de 2011 à 2012. Elle est titulaire d'une chaire de recherche invitée distinguée au Perimeter Institute de 2014 à 2020.
Les travaux d'Alessandra Buonanno, en collaboration avec Thibault Damour, visant à réduire le problème à deux corps de la relativité générale à un formalisme efficace à un corps, et ses recherches à l'intersection de la modélisation de la relativité analytique,, et des simulations numériques de la relativité ont été utilisés pour observer pour la première fois les ondes gravitationnelles provenant de trous noirs binaires en fusion et en déduire les propriétés astrophysiques et cosmologiques,,. Au-delà de son expertise de base dans la modélisation des ondes gravitationnelles provenant de systèmes binaires d'objets compacts, Buonanno, en collaboration avec Yanbei Chen, a calculé le bruit optique quantique dans les détecteurs d'ondes gravitationnelles LIGO avancés, et a montré que les corrélations quantiques entre le bruit des tirs de photons et le bruit de la pression de rayonnement (c'est-à-dire l'effet de ressort optique) peuvent contourner l'effet des ondes gravitationnelles, l'effet ressort optique) peuvent contourner les contraintes imposées par le principe d'incertitude d'Heisenberg dans ces détecteurs [citation nécessaire].

## Prix et distinctions
- 2022 : Prix Tomalla pour son "travail exceptionnel sur la physique des ondes gravitationnelles"[23],[24].
- 2021 : Prix Balzan dans le domaine "Gravitation : aspects physiques et astrophysiques" (partagé avec Thibault Damour)[25].
- 2021 : Médaille et Prix Dirac du Centre International de Physique Théorique Abdus Salam (ICTP)[26] (partagé avec T. Damour, F. Pretorious et S. Teukolsky)
- 2021 : Membre élue de l'Académie nationale des sciences des États-Unis[27].
- 2021 : Membre élue de l'Académie nationale allemande des sciences Leopoldina[28].
- 2021 : Membre élue de l'Académie des sciences et des humanités de Berlin-Brandebourg[29].
- 2021 : Médaille Galileo Galilei de l'Istituto Nazionale di Fisica Nucleare (INFN) (partagée avec T. Damour et F. Pretorious)[30].
- 2019 : 8e Benjamin Lee Professorship, Asian Pacific Center for Theoretical Physics, Corée du Sud[31].
- 2018 : prix Gottfried Wilhelm Leibniz de la Deutsche Forschungsgemeinschaft (DFG)[8],[32],[33]
- 2016 : Prix d'État de Basse-Saxe (partagé avec Bruce Allen et Karsten Danzmann)[34],[35].
- 2011 : Élue membre de la Société américaine de physique (APS)[36].
- 2010 : Élue membre de la Société internationale de relativité générale et de gravitation (ISGRG)[37].
- 2007 : Richard A. Ferrell Distinguished Faculty Fellowship, université du Maryland, College Park[38].
- 2006-2008 : Bourse de recherche Alfred P. Sloan[39].
- 2000 : Prix de la Société italienne de relativité générale et de physique gravitationnelle (SIGRAV)[40]

## Récompenses en tant que membre de la collaboration scientifique LIGO
- 2017 : Group Achievement Award de la Royal Astronomical Society (partagé avec la collaboration scientifique LIGO)[41].
- 2017 : Médaille Einstein de la Société Einstein de Berne, Suisse (partagée avec la Collaboration scientifique LIGO et la Collaboration Virgo)[42].
- 2017 : Prix Princesse des Asturies pour la recherche technique et scientifique à R. Drever, K. Thorne et R. Weiss, et la collaboration scientifique LIGO[43].
- 2017 : Prix HEAD Bruno Rossi de la Société américaine d'astronomie (AAS) à G. Gonzalez et à la collaboration scientifique LIGO[44].
- 2016 : Special Breakthrough Prize in Fundamental Physics à R. Drever, K. Thorne et R. Weiss, et à la collaboration scientifique LIGO[45].
- 2016 : Prix Gruber de Cosmologie à R. Drever, K. Thorne et R. Weiss, et à la collaboration scientifique LIGO[46].